# Sagbladet
Das Sagbladet (norwegisch für Sägeblatt) ist ein felsiger Gebirgskamm im ostantarktischen Königin-Maud-Land. Im Mühlig-Hofmann-Gebirge ragt er an der Ostflanke der Mündung des Austre Skorvebreen auf.
Norwegische Kartographen, die ihn auch benannten, kartierten ihn anhand von Vermessungen und Luftaufnahmen der Dritten Norwegischen Antarktisexpedition (1956–1960).